# Live and More
Live and More — первый концертный и второй двойной альбом американской певицы Донны Саммер, релиз которого состоялся 31 августа 1978 года на лейбле Casablanca Records. Запись концерта прошла 17 июня того же года в амфитеатре «Юниверсал», Лос-Анджелес, Калифорния.

## Об альбоме
Во время концерта Саммер исполнила большое количество своих диско-песен — как хит-синглы, так и песни с предыдущего альбома Once Upon a Time. Однако в этом альбоме Донна также экспериментирует с другими музыкальными стилями, такими как джаз, как в попурри «The My Man Medley», которое состоит из песен Джорджа Гершвина «The Man I Love» и Дюка Эллингтона «I Got It Bad and That’Sn’t Good», а также классического стандарта «Some of These Days», ни одну песен она не записывала ранее. Она также исполнила свою версию баллады «The Way We Were», первоначально записанную Барброй Стрейзанд для фильма «Встреча двух сердец». Затем последовала баллада «Mimi’s Song», посвящённая её маленькой дочери Мими, которая присутствовала на том концерте, также она говорит зрителям «Спокойной ночи!» Концерт заканчивается одной из самых известных песен Саммер в США — «Last Dance». Эта хитовая песня вошла в саундтрек фильма «Слава богу, сегодня пятница», в котором Саммер также снималась. В некоторых версиях «Last Dance» медленная часть удалялась из середины, но оставалась в начале, полная же версия песни была спета на этом концерте.
Четвёртая и последняя сторона этого двойного альбома содержит новую студийную запись под названием «MacArthur Park Suite», которая представляет собой попурри из четырёх песен, включая главную песню «MacArthur Park», первоначально записанную как баллада ирландским актёром Ричардом Харрисом. Диско-версия Саммер была вырезана и выпущена как сингл, став одним из её самых больших хитов — её первой песней номер один в американском чарте Billboard Hot 100 и первой песней в пятерке лучших в Великобритании. Эта песня также принесла Саммер номинацию на премию «Грэмми» за лучшее женское поп-вокальное исполнение. Ещё одна песня в попурри, «Heaven Knows», также стала хитом в американских чартах, в ней фигурировал вокал Джо Эспозито из музыкальной группы Brooklyn Dreams.
Альбом был выпущен 31 августа 1978 года и смог добраться до первого места в американском чарте Billboard 200, а уже в октябре того же года альбом получил статус платинового от Американская ассоциация звукозаписывающих компаний за миллион проданных копий. Альбом занял второе место в Канаде, а общие продажи превысили двести тысяч копий.

## Отзывы критиков
Альбом получил смешанные отзывы от музыкальных критиков. Стивен Кук из AllMusic дал альбому три звезды из пяти и написал, что ни одна из песен альбома не «затмила оригинальные версии», но пришёл к выводу, что это «очень приятная концертная запись». Роберт Кристгау поставил альбому оценку «C» и раскритиковал аранжировки и песню «MacArthur Park», предпочтя версию Энди Кауфмана. Том Карсон из журнала Rolling Stone дал в целом положительный отзыв, заметив, что, хотя «хиты изгнаны на третью сторону, они исполнены довольно хорошо».

## Список композиций
| №  | Название                       | Автор(ы)                                  | Длительность |
| -- | ------------------------------ | ----------------------------------------- | ------------ |
| 1. | «Once Upon a Time»             | Донна Саммер, Джорджо Мородер, Пит Белотт | 3:03         |
| 2. | «Fairy Tale High»              | Донна Саммер, Джорджо Мородер, Пит Белотт | 2:20         |
| 3. | «Faster and Faster to Nowhere» | Донна Саммер, Джорджо Мородер, Пит Белотт | 2:09         |
| 4. | «Spring Affair»                | Донна Саммер, Джорджо Мородер, Пит Белотт | 2:34         |
| 5. | «Rumour Has It»                | Донна Саммер, Джорджо Мородер, Пит Белотт | 2:34         |
| 6. | «I Love You»                   | Донна Саммер, Джорджо Мородер, Пит Белотт | 3:38         |

| №   | Название                                                                                  | Автор(ы)                                                                         | Длительность |
| --- | ----------------------------------------------------------------------------------------- | -------------------------------------------------------------------------------- | ------------ |
| 7.  | «Only One Man»                                                                            | Донна Саммер, Боб Конти, Вирджил Уэбер                                           | 2:06         |
| 8.  | «I Remember Yesterday»                                                                    | Донна Саммер, Джорджо Мородер, Пит Белотт                                        | 3:52         |
| 9.  | «Love’s Unkind»                                                                           | Донна Саммер, Джорджо Мородер, Пит Белотт                                        | 2:37         |
| 10. | «My Man Medley: The Man I Love / I Got It Bad (And That Ain’t Good) / Some of These Days» | Джордж Гершвин, Айра Гершвин / Дюк Эллингтон, Пол Фрэнсис Уэбстер / Шелтон Брукс | 6:25         |
| 11. | «The Way We Were»                                                                         | Алан Бергман, Мэрилин Бергман, Марвин Хэмлиш                                     | 3:23         |
| 12. | «Mimi’s Song»                                                                             | Донна Саммер, Вирджил Уэбер                                                      | 4:28         |

| №  | Название                        | Автор(ы)                                  | Длительность |
| -- | ------------------------------- | ----------------------------------------- | ------------ |
| 1. | «Try Me, I Know We Can Make It» | Донна Саммер, Джорджо Мородер, Пит Белотт | 4:14         |
| 2. | «Love to Love You Baby»         | Донна Саммер, Джорджо Мородер, Пит Белотт | 3:34         |
| 3. | «I Feel Love»                   | Донна Саммер, Джорджо Мородер, Пит Белотт | 6:56         |
| 4. | «Last Dance»                    | Пол Джабара                               | 5:32         |

| №  | Название                                                                                         | Автор(ы)                                                | Длительность |
| -- | ------------------------------------------------------------------------------------------------ | ------------------------------------------------------- | ------------ |
| 5. | «MacArthur Park Suite: MacArthur Park / One of a Kind / Heaven Knows / MacArthur Park (Reprise)» | Джимми Уэбб / Донна Саммер, Джорджо Мородер, Пит Белотт | 17:34        |

## Позиции в хит-парады
| Хит-парад (1978—1979)               | Высшая позиция |
| ----------------------------------- | -------------- |
| Австралия (Kent Music Report)       | 27             |
| Великобритания (UK Albums Chart)    | 16             |
| Испания (Promusicae)                | 15             |
| Италия (Musica e dischi)            | 8              |
| Канада (RPM Dance/Urban)            | 1              |
| Канада (RPM Top Albums/CDs)         | 2              |
| Нидерланды (Album Top 100)          | 25             |
| Новая Зеландия (RMNZ)               | 4              |
| США (Billboard 200)                 | 1              |
| США (Billboard Soul LPs)            | 4              |
| Финляндия (Suomen virallinen lista) | 18             |
| Франция (IFOP)                      | 17             |
| Япония (Oricon)                     | 52             |
| Чарт (1999)                         | Высшая позиция |
| Франция (SNEP)                      | 37             |

| Чарт (1979)                            | Позиция |
| -------------------------------------- | ------- |
| США (Billboard 200)                    | 6       |
| США (Billboard Top R&B/Hip-Hop Albums) | 11      |

## Сертификации и продажи
| Регион | Сертификация  | Продажи    |
| --- | ------------- | ---------- |
| Великобритания (BPI) | Золотой       | 100 000^   |
| Канада (Music Canada) | 2× Платиновый | 200 000^   |
| США (RIAA) | Платиновый    | 1 000 000^ |
| * Данные о продажах приведены только на основе сертификации. ^ Данные о тиражах приведены только на основе сертификации. |               |            |